# Комарнянський деканат
Комарнянський деканат — колишня структурна одиниця Перемишльської єпархії греко-католицької церкви з центром в м. Комарно. Очолював деканат декан.

## Територія
В 1936 році в Комарнянському деканаті було 16 парафій:
1. Парафія с. Березець з філією в с. Нове Село;
2. Парафія с. Вербіж з філіями в с. Гонятичі, с. Кагуїв;
3. Парафія с. Горбачі з приходом у с. Черкаси;
4. Парафія с. Горожанна Велика;
5. Парафія с. Горожанна Мала з філією в с. Саска Домінікальна та приходом у с. Саска Камеральна, с. Саска Ґізів, с. Сайків;
6. Парафія с. Грімно;
7. Парафія с. Кліцко з філією в с. Чоловичі з Якимчицями;
8. Парафія с. Колодруби з філією в с. Повергів та приходом у с. Липиці;
9. Парафія м. Комарно з філією в с. Хлопи;
10. Парафія с. Конюшки Королівські з приходом у с. Конюшки Тулиголовські, с. Тулиголови, с. Острів, с. Крукавець;
11. Парафія с. Лівчиці з приходом у с. Підзвіринець, с. Грабино, с. Свинуша, с. Пили, с. Андріянів;
12. Парафія с. Монастирець з філіями в с. Мости, с. Тершаків та приходом у присілку Свинуша;
13. Парафія с. Поріче-Ґрунт з приходом у с. Поріче-Любінське, с. Мальованка;
14. Парафія с. Піски з приходом у с. Бірче, с. Поріче-Задвірне, с. Косовець;
15. Парафія с. Ричигів з філією в с. Новосілки Опарські-Підвисоке;
16. Парафія с. Татаринів з приходом у с.Голодівка.

### Декан
- 1936 — Качмар Стефан з Монастирци.

### Кількість парафіян
1936 — 28 388 осіб.
Деканат було ліквідовано в 1946 р.